# Shahrestān-e Ārādān
Shahrestān-e Ārādān (persiska: شهرستان آرادان, آرادان) är en delprovins (shahrestan) i Iran.   Den ligger i provinsen Semnan, i den centrala delen av landet, 140 km sydost om huvudstaden Teheran.
Delprovinsen hade 13 884 invånare 2016.